# Fine Art (Neuschwanstein-Album)
Fine Art (englisch für „Schöne Kunst“) ist das dritte, 2016 erschienene, Album der Band Neuschwanstein.

## Entstehung
Von der Veröffentlichung Battlement aus dem Jahr 1979 ist nur noch Gründungsmitglied Thomas Neuroth in Neuschwanstein aktiv. Dieser stellte die Band neu zusammen. Etwa 2007 begann er, aus den vergangenen Jahren stammende Kompositionen und Entwürfe zu überarbeiten, aus denen sich das neue Album entwickeln sollte. Beteiligt war zunächst der ehemalige Neuschwanstein-Flötist Klaus Mayer. Nachdem sich eine Zusammenarbeit zwischen den beiden Musikern zerschlagen hatte, arbeitete Neuroth die folgenden acht Jahre alleine weiter. Ein Jahr lang beschäftigte er sich mit der Gestaltung des Covers. Aus Kostengründen konnten die neuen Kompositionen nicht mit einem Orchester eingespielt werden, so dass Neuroth auf weiten Strecken auf Material aus einer Orchester Library zurückgriff. Ergänzt wurde der Sound durch die Geigerin Sabine Fröhlich, die im Overdubbing-Verfahren Violin- und Bratschenspuren einspielte. Nachdem eine Veröffentlichung durch das Label Musea, das die beiden früheren Neuschwanstein-Alben herausgebracht hatte, nicht zustande kam, gründete Neuroth sein eigenes Label, LongBow Records. Fine Art wurde 2016 veröffentlicht.

## Musik
Ansatzweise ist Progressive Rock zu hören, Hard Rock und außerdem neo-romantische Musik, gespielt von einem Symphonieorchester. Es dominiert die Kombination von Rockband und Orchester, wobei die Band als fest integriertes Instrumentarium des Orchesters fungiert.
Drei der Titel sind Adaptionen klassischer Kompositionen, und zwar von Claude Debussy, Camille Saint-Saëns und J. A. P. Schulz.

## Titelliste
1. Fêtes – 10:25
2. Per Omnem Vitam – 4:51
3. God's Little Plan – 1:36
4. Florence Coleman Part One – 3:56
5. Florence Coleman Part Two – 3:11
6. The Angels of Sodom – 3:06
7. Die Geschichte vom kleinen Hähnchen – 2:32
8. The Distributor – 5:23 *
9. Der Mond ist aufgegangen – 2:59
10. Wehmut, stark wie Banyuls – 3:57

* Das Album erschien sowohl als LP wie auch als CD. Auf der LP ist The Distributor nicht enthalten.

## Cover
Das Cover verwendet eine Karikatur von Honoré Daumier. Thomas Neuroth kolorierte die Originalvorlage.

## Kritiken
Thoralf Koß, Chefredakteur der Webseite Musikreviews.de, fasst zusammen:

„Fazit: Kann man dieses Album von Neuschwanstein wirklich 38 Jahre nach „Battlement“ als eine Art Comeback bezeichnen?
Nein, kann man nicht, denn „Fine Art“ ist ein erneutes Meisterwerk von Neuschwanstein, das sich grundlegend vom Vorgänger unterscheidet und statt nach frühen GENESIS oder CAMEL zu klingen, klassische Musik und progressiven Rock in sich vereint und miteinander verschmelzen lässt. Art Rock allererster Güteklasse – ein Lehrstück aus „symphonisch-neoromantischem Orchesterklang und rockiger Kapelle“!“

Auf den Babyblauen Seiten kommt Günter Schote zu folgendem Ergebnis:

„Wer also dem klassischen Progressive Rock zugeneigt ist und die Perlen der späten 70er/frühen 80er kennt und zu schätzen weiß, wird in „Fine Art“ die gelungene Wiedergeburt einer alten Szene-Größe erleben. Ich spinne jetzt mal und hoffe, dass dieses Album nur der Startschuss zu einer Renaissance der Band ist und der nächste Schritt mit dem einen oder anderen alten Weggefährten stattfindet, allen voran Frederic Joos.“

In seiner Rezension auf „exposé - Exploring the Bounderies of Rock“ schreibt Peter Thelen:

„Es ist lange her und es gibt viele neue Gesichter in der Band, aber ich denke, die meisten würden zustimmen, dass Neuschwanstein sich gut entwickelt hat, wobei Fine Art einen zukunftsorientierten und ehrgeizigen neuen Ansatz vertritt, der nicht versucht, die Vergangenheit wieder aufleben zu lassen.“

Aus Argentinien kommt eine Rezension des Bloggers Moebius8, der es auf diese Weise auf den Punkt bringt:

„Dies ist ein Album der Gegensätze, das instrumentalen symphonischen Progressive Rock nach dem Vorbild der besten Bands kombiniert, die etwas Ähnliches meisterhaft versucht haben. Bei "Fine Art" wird nichts dem Zufall überlassen. Ordentlich, präzise, virtuos, kraftvoll… ufff… und auch romantisch, eine wirklich gelungene Kombination.“

## Trivia
Auf dem Album sind Koordinaten zu finden, die für die Musik des Albums eine bestimmte Rolle spielen: 48°50'20.2"N 2°19'39.9"E.
Auch sind sowohl eine Harley-Davidson als auch ein Pferd an bestimmten Stellen des Albums zu hören. Thomas Neuroth hat für die/den Erste/n, die/der diese Koordinaten zuordnen oder die Stellen der beiden Geräusche auf dem Album heraushören kann, jeweils eine kostenlose LP ausgelobt.